# Lunachicks
Lunachicks è stato un gruppo musicale punk formatosi a New York nel 1987.

## Storia del gruppo
Le Lunachicks cominciarono a New York nel 1987.
Gina, Squid, Sindi, Theo e Mike, in quel periodo fidanzato di quest'ultima, cominciarono a riunirsi ed a provare nella camera di Gina, prima di cominciare a suonare dal vivo nel 1988. Nei primi mesi del 1989 si unì al gruppo la batterista Becky Wreck (Susan Rebecca Lloyd) in sostituzione di Mike.
La band pubblicò il suo primo disco Babysitters On Acid (prodotto da Wharton Tiers) nel 1990 con l'etichetta inglese Blast First. Due anni più tardi venne pubblicato Binge & Purge con la casa discografica Safe House Records. Nei primi mesi del 1993 Chip English rimpiazzò Becky Wreck.
Le Lunachicks passarono quindi alla Go Kart Records, pubblicando numerosi dischi con l'etichetta americana: Jerk Of All Trades (1995), Pretty Ugly (1997), Drop Dead Live (1998) e Luxury Problem (1999).
Durante il Luxury Problem Tour, Chip English abbandonò la band e venne rimpiazzata da Helen Destroy, che rimase con la band fino al 2000, anno in cui il gruppo decise il proprio scioglimento.
Le Lunachicks suonarono ancora in altre due occasioni, al CBGB's nel 2002, ed a Washington nel 2004 con Chip English alla batteria.

## Il dopo-Lunachicks
Attualmente Gina è cantante e chitarrista della band Bantam, mentre Theo ha fondato il gruppo Theo & the Skyscrapers ed è impegnata nel lavoro di modella ed attrice, grazie al quale ha recitato piccole parti in film come Zoolander e Tadpole. Becky è stata la batterista delle Blare Bitch Project, ruolo svolto anche da Helen Destroy in una tribute-band dei Led Zeppelin. Squid infine si è ritagliata notevole spazio lavorando come artista dei tatuaggi.

## Formazione
- Theo Kogan - voce
- Gina Volpe - chitarra
- Sydney "Squid" Sydney - basso
- Sindi Benezra Valsamis - chitarra (1987-97)
- Mike - batteria (1987-88)
- Becky Wreck (Susan Rebecca Lloyd) - batteria (1989-92)
- Chip English - batteria (1993-99, 2002)
- Helen Destroy - batteria (2000-01)

## Discografia

### Album
- 1990 - Babysitters on Acid (Blast First)
- 1992 - Binge & Purge (Safe House records)
- 1995 - Jerk of All Trades (Go-Kart Records)
- 1997 - Pretty Ugly (Go Kart records)
- 1998 - Drop Dead Live (Go Kart records)
- 1999 - Luxury Problem (Go Kart records)

### Singoli & EP
- 1989 - Lunachicks Double 7" Single
- 1990 - Cookie Monster  7"
- 1992 - C.I.L.L. / Plugg 7"
- 1992 - Apathetic EP
- 1993 - F.D.S. / Light As A Feather 7"
- 1983 - Sushi A La Mode (EP solo per il mercato giapponese)
- 1995 - Edgar (CD single)
- 1997 - Don't Want You (CD single)

### Apparizioni in compilation
- 2000 - World Warped III Live